# Cerapachys arnoldi
Cerapachys arnoldi är en myrart som beskrevs av Auguste-Henri Forel 1914. Cerapachys arnoldi ingår i släktet Cerapachys och familjen myror. Inga underarter finns listade.